# Княжевичи
Княжевичи (серб. Књажевићи) — русский дворянский род, происходящий из Сербии.
После опустошения области Лика за время оккупации Османской империей в период 1527—1699 годов, в этот район стали стекаться переселенцы, главным образом, сербы. Пограничное положение области вынуждало их заниматься военным делом; многие из них отличились, приобрели почести, баронское и дворянское достоинство. К числу прославившихся принадлежал и род Княжевичей, который расселился отсюда по многим странам. Один из них, Максим Дмитриевич Княжевич переселился в 1773 году в Россию и поступил на русскую военную службу; позже — на гражданскую: был уфимским губернским прокурором. Его сыновья — Дмитрий, Александр, Николай и Владислав — достойно продолжили службу в России.
Род Княжевичей был внесён в Дворянскую родословную книгу Таврической губернии Российской империи.